# Oktiabrskij (obwód jarosławski)
Oktiabrskij (ros. Октябрьский) – osiedle w Rosji, w obwodzie jarosławskim, w rejonie rybińskim. W 2010 liczyło 2254 mieszkańców.